# 北斗奠安宮
23°52′22″N 120°31′31″E / 23.872772°N 120.525272°E
北斗奠安宮，是位於臺灣彰化縣北斗鎮光復里的媽祖廟，為北斗鎮的信仰中心，其媽祖稱為「東螺媽」。其古廟於1983年被指定為三級古蹟，其後遷至臺灣民俗村園區內，現被列為彰化縣歷史建築，還成為《戲說台灣》裡常見的場景。

## 沿革

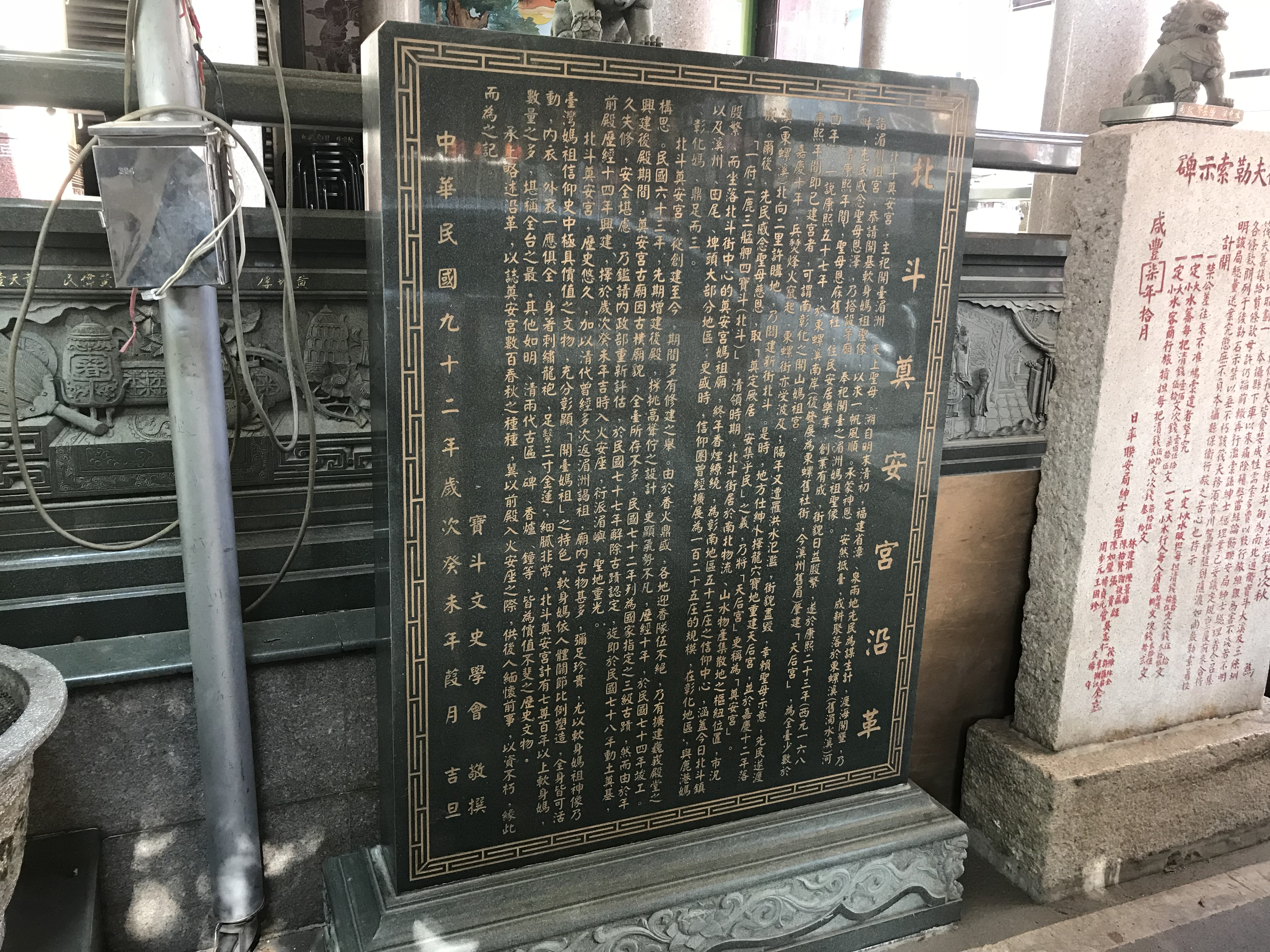
沿革

廟方表示此廟前身是康熙年間創建於溪州東螺街的東螺天后宮。

#### 東螺街時期
明鄭時期，北斗先民渡海來台，為保安然渡過黑水溝(台灣海峽)，乃至湄洲天后宮恭請聖駕，分靈殿內軟身媽祖聖尊護航來台。先民進入東螺舊社(溪州鄉舊眉村、圳寮村一帶)屯墾後，發展有成，乃於康熙年間創建「天后宮」。至於東螺街天后宫的創建年代，《台中州寺廟台帳》第一冊北斗街「奠安宮(媽祖宮)」項下記載為康熙五十七年(1718)五月，奠安宮廟方早期發行《北斗鎮奠安宮概史》則宣稱創建於康熙二十三年(1684)，此二種說法目前已不可考，然而《台中州寺廟台帳》載錄時間明其月份，或有其所本。
考諸東螺街漢人聚落之形成，康熙年間創建祠廟之說法亦有所對應,不過草創時期的宮廟規模應當不大；其後伴隨著東螺街肆的成型，東螺街天后宫才逐漸發展、興盛起來。以台灣而言，東螺天后宮媽祖廟是全省少數幾間於康熙年間即以建廟者，就南彰化而言，歷史最久，堪稱彰南開基媽祖宮。

#### 北斗街時期
嘉慶十一年（1806年），東螺街由於水災、漳泉械鬥不斷，頹圮不堪，武舉人陳聯登、文舉人楊啟元，勘查寶斗（今北斗）後，擇於東螺溪與清水溪之間的高灘河洲地，購買土地興建北斗街。同年建立奠安宮，其名稱含意為「奠定厥居、安集乎民」。嘉慶十三年（1808年）的東螺西保北斗街碑記載，北斗開基祖廟福德祠與奠安宮為北斗建街時籌畫的指標性廟宇。此後北斗街發展成為民生物品集散地，人潮聚集。
由於北斗媽祖廟從東螺街遷來,所以奠安宫重建時,溪州舊眉(東螺街舊址)村民乃奉獻屋頂的第二根樑柱與媽祖分身神尊,因此日後每當各地前往北斗媽祖廟登記請媽祖時,僅有舊眉村信徒可以不必排隊而得以隨意請神,從而可見溪洲舊眉村與奠安宮的關係匪淺。
嘉慶年間,先民遷居寶斗,建街之初,亦著手規劃重建奠安宮媽祖廟,由於百廢待舉、經濟拮据,因此重建的媽祖廟只有一殿,建材以土埆、木料、古磚為主,外觀簡樸,少繁複雕飾。同治七年(1868),秀才陳作舟倡議修建,並增建兩側護龍,始完成奠安宮古廟面貌。

#### 戰後至今
從清治到戰後時期，此廟不斷重建擴張。今址為北斗鎮光復里斗苑路一段120號。1974年地方倡議興建後殿，乃為攤商集資合建，設有觀世音菩薩、文昌帝君、太歲星君等殿。1990年，台灣民俗村以捐贈香油錢方式，將木造結構的舊前殿遷移到花壇鄉組建。2003年12月13日，新的前殿完成，舉行入火安座大典。九二一地震後，後殿結構岌岌可危，於是廟方斥資新台幣1600萬元加強樑柱結構。2014年9月5日起後殿封閉整修，經過近2年整修完畢。

## 文物

### 舊殿
1983年，廟殿被列為國家三級古蹟。次年，內政部邀請專家學者勘察後，認為興建年代久遠，具有多方面的保存價值，應妥善整修保存，並將修護計畫及設計圖說上報給古蹟主管機關。後殿興建完成後，地方對古蹟前殿分為保存與拆除兩派，1988年拆除派在地方政治人物的運作下獲勝，先解除古蹟再予拆除。1989年8月信徒代表大會，決議將舊廟交由台灣民俗村，廟方並要求民俗村需為舊廟身提供600坪風景優美的土地、需依原貌復建不得轉售、奉祀奠安宮分靈媽祖。1990年底民俗村受贈廟身。
初期，台灣民俗村營運情況良好，奠安宮舊殿也接受參觀人士敬拜及電視劇拍攝，曾經幫彰化縣內數個鄉鎮撰寫地方志的謝瑞隆表示，北斗奠安宮舊殿為戲劇《戲說台灣》中曝光率最高的廟宇。但九二一大地震後遊客銳減，業者結束營業。2001年8月30日，北斗鎮鎮長洪參民與台灣民俗村負責人施金山，協調將舊廟身遷回北斗鎮七星里展示事宜。
2012年，台灣民俗村遭法拍，接手的日榮資產、大佛山成了園內歷史建築的產權人，兩者都支持新北投車站回歸台北市政府、北斗奠安宮回老家。次年，舊殿以「原北斗奠安宮」之名與同園區的嘉義廖氏診所、麻豆林家古厝列入彰化縣歷史建築。新北投火車站遷回後，奠安宮舊殿於2019年歸還。但計畫放置舊廟的的奠安宮停車場（北斗牛墟舊址），因屬都市計畫內農業用地，必須先辦妥地目變更才能建廟，涉及彰化縣政府建設處、農業處、民政處、文化局、北斗鎮公所的複雜狀況。

### 匾額
嘉慶十二年（1807年），北斗街初步完成時，儒紳胡克脩贈寫有「海疆靖鎮」的匾額，其字面意義為媽祖會以庇佑海上黎民之心庇佑安靖地方。在古廟遷往台灣民俗村時，此牌匾便收藏在現奠安宮地下室，台灣民俗村在舊廟也有仿刻的匾額。廟方管委會改組後，發現此匾有歷史價值，原先計畫掛在大殿媽祖神像群正上方，但該處全為木刻樑柱，便改掛於大殿正門之上。
另還保存有「后德同天」、「瀛海慈航」、「坎德流芳」、「德可配天」、「澤遍海邦」以及「奠安海國」一共七塊古匾。
| 匾額     | 年份                 | 落款人 | 落款人身分         |
| -------- | -------------------- | ------ | ------------------ |
| 海疆靖鎮 | 嘉慶十二年（1807年） | 胡克脩 | 北斗街總理即用儒學 |
| 后德同天 | 嘉慶十三年（1808年） | 施有慶 | 潯海               |
| 坎德流芳 | 同治四年（1862年）   | 謝浩然 | 職員               |
| 坎德流芳 | 同治四年（1862年）   | 林泰盈 | 職員               |
| 坎德流芳 | 同治四年（1862年）   | 陳超群 | 職員               |
| 瀛海慈航 | 同治七年（1865年）   | 陳百淵 | 奠安宮重修董事     |
| 瀛海慈航 | 同治七年（1865年）   | 陳元音 | 廩生               |
| 瀛海慈航 | 同治七年（1865年）   | 陳作舟 | 武秀才             |
| 德可配天 | 光緒二年（1876年）   | 劉家潛 | 信官               |
| 德可配天 | 光緒二年（1876年）   | 劉學沅 | 信官               |
| 澤遍海邦 | 光緒十二年（1886年） | 劉冠卿 | 中州信官           |
| 奠安海國 | 光緒十三年（1887年） | 朱九裕 | 武林信官           |

### 古碑

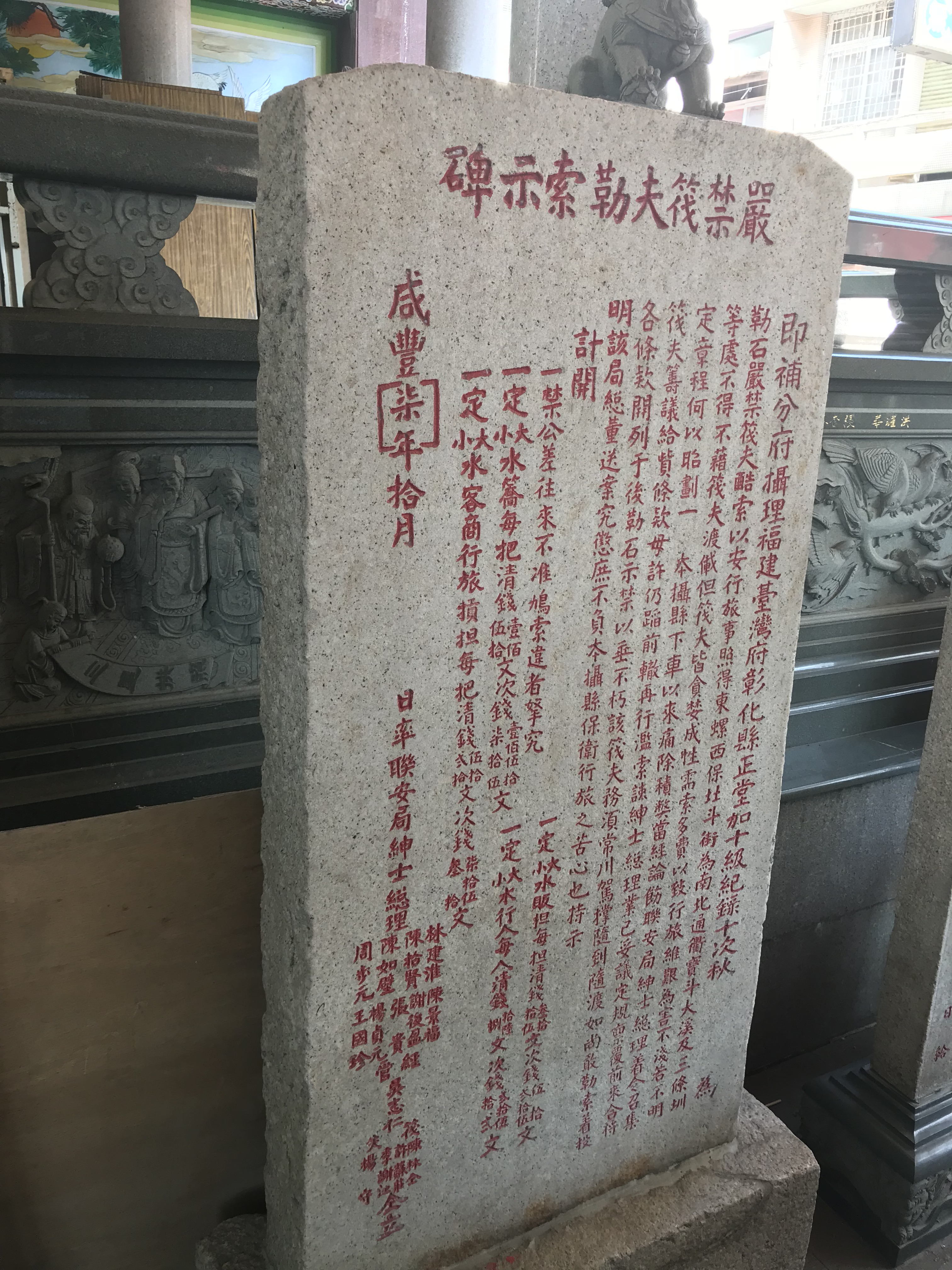
嚴禁筏夫勒索示碑

北斗文化協會總幹事謝瑞隆表示，奠安宮收藏不少珍貴文物，咸豐年間的嚴禁筏夫勒索示碑非常具代表性。早期北斗是濁水溪重要渡口，此碑文反映清代許多人都在此搭竹筏，卻遭筏夫亂開價，後來官方訂出公定價格的史實，碑文也成為北斗具代表性的歷史文物。
| 古碑                             | 年份                 | 尺寸               | 材質       |
| -------------------------------- | -------------------- | ------------------ | ---------- |
| 東螺西保北斗街記                 | 嘉慶十三年（1808年） | 高62公分 寬37公分  | 板岩石材   |
| 建北斗街記(分為兩片)             | 道光二年（1822年）   | 高55公分 寬71公分  | 板岩石材   |
| 里人貢生胡君元章喜充香資齋糧碑記 | 道光十四年（1834年） | 高62公分 寬37公分  | 板岩石材   |
| 嚴禁筏夫勒索示碑                 | 咸豐七年（1857年）   | 高135公分 寬67公分 | 花崗岩石材 |
| 買補倉糧示禁碑                   | 光緒二年（1876年）   | 高97公分 寬54公分  | 花崗岩石材 |

### 神像

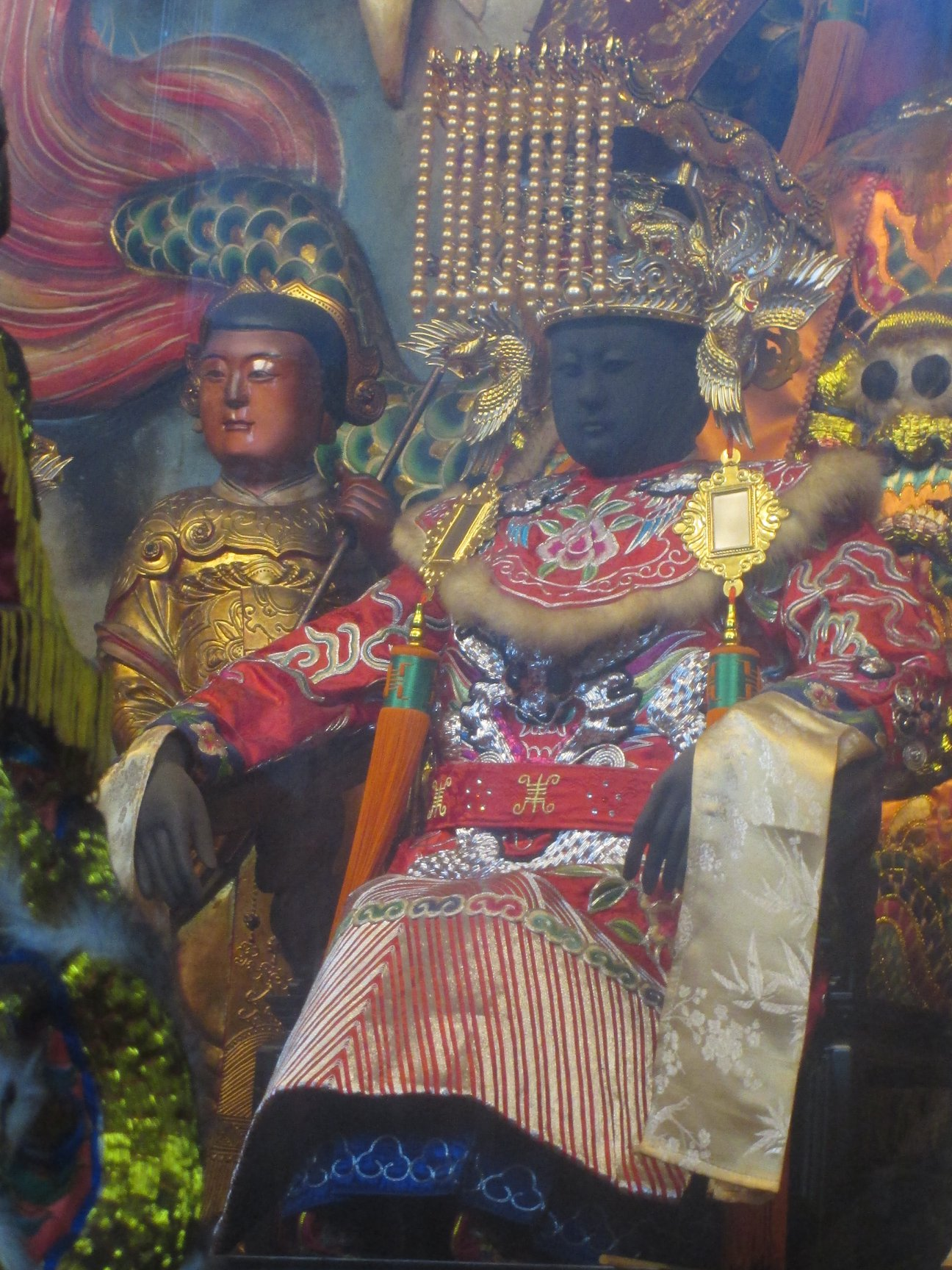
東螺開基老大媽

清治時期，廟方從福建湄洲祖廟陸續請回六尊軟身媽祖神像，前後共去了六次，但一尊被信徒以新居落成為由請去供拜遲未歸還，因年代久遠，不知下落。新殿落成不久之時，2003年12月26日清晨，一名在奠安宮後方經營的攤販，在此廟西側門發現其餘五尊媽祖神像、兩尊宮女神像被以甲苯縱火，被研判應與內部人員失和有關。同月31日，北斗文史協會名譽理事長劉金木與管理委員會研商，決定將五尊樣貌尚存的軟身媽祖神像送往湄洲祖廟修復，再迎回供奉。
後殿供奉的觀世音菩薩像高十四台尺三寸、寬四台尺二寸，重量達六千五百台斤。雕刻材料為取自台灣巒大林區深山的紅檜，其原木高度十四尺台尺五寸、直徑九台尺三寸，約取三分之一進行雕刻，耗時一百多日工作天刻成。

### 古銅鐘
現存有3座古銅鐘，最早的為清光緒9年（1883）所鑄，另外2座分別是大正5年（1916）以及民國55年（1966）所鑄。

### 日式石獅（狛犬）
北斗神社廢除，將神社前之一對狛犬移置奠安宮，奠安宮廟前有著日本風味的狛犬，全台相當罕見，是一項特殊的日治時期文物。

## 祭祀

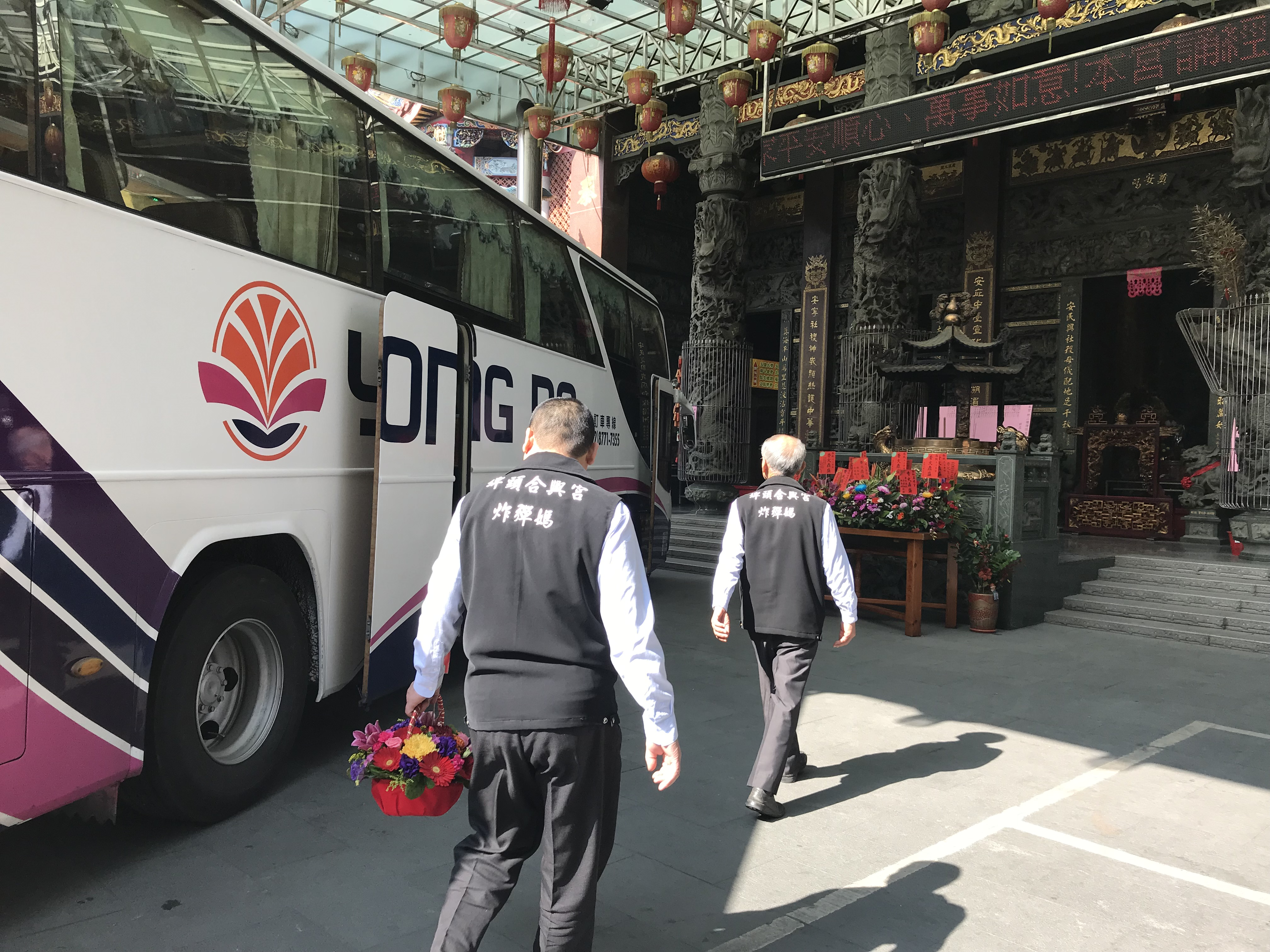
前往北斗奠安宮交流的埤頭合興宮人員。

#### 東螺媽信仰圈
北斗奠安宮在康熙年間於東螺舊社街建廟之後，藉東螺溪的河道之便迅速的拓展其信仰範圍，影響範圍擴及整個東螺東堡以及東螺西堡在嘉慶年間將東螺街媽祖廟遷建至寶斗(北斗)，建立新的街肆後，東螺街媽祖的信仰逐漸轉變成以泉州人把持的奠安宮為核心，直至日治時期末，由於濁水溪河道的改變，溪水不再注入東螺溪，導致河川泥沙淤積，北斗街渡口的功能逐漸喪失，其商業的功能逐漸被同為南彰化的員林以及二林取代，信仰的範圍也因此逐漸萎縮至剩下 北斗、溪州、田尾、埤頭，以及竹塘、田中、二水的部分村落，約53庄的信仰範圍，並以奠安宮所在的北斗鎮為核心。
另傳說此廟與漳州人信仰的田中乾德宮源於泉漳合祀的東螺天后宮，但因族群不合而分家，多年未有交流。

#### 東螺溪水醮普渡
相傳嘉慶十一年（1806年），奠安宮供奉的東螺媽對武舉人陳聯登託夢，指東螺溪將淹沒今天的北斗鎮五權里北斗普度公壇一帶，隔日果然發生水災，免除一場災難。地方民眾感念東螺媽顯靈救民的事蹟，家家戶戶在每年農曆八月十二日舉行水醮普渡。

#### 彰化南瑤宮往笨港進香
清治時期，漳州客主要信仰的彰化南瑤宮原先往笨港進香會經過泉州人的奠安宮，也因泉漳械鬥，南瑤宮媽祖就從北斗外圍繞過而不進市區，直到2014年在兩宮執事人員的努力下，南瑤宮的媽祖才重新依循百年前的古香路進到北斗市區，並至奠安宮會香。

#### 大甲媽祖遶境進香活動
1962年，大甲媽祖遶境進香活動增加奠安宮駐駕，因此繞境更改為8天7夜，同鎮的北斗華嚴寺也成了大甲媽祖遶境唯一會停駕的佛寺。原因是西螺福興宮董事、西螺鎮代會主席廖清峰，一次開夜車途經大甲油料耗盡，到處求援未獲理會，造成福興宮董監事決定不再接待大甲媽祖信徒，大甲媽祖回程也因此改至北斗休息。
大甲鎮瀾宮進香團去程在北斗鎮遶境路線原先會走奠安宮前面的宮前街、神農路往溪州鄉，後來改為經舜耕路、台一線（中山路），2000年又改為經過宮前街。回程在奠安宮休息一晚後，次日傳統上是到員林福寧宮休息午膳。

#### 彰化縣媽祖聯合遶境祈福
北斗奠安宮也有參加彰化縣在10月份舉辦的媽祖聯合遶境祈福活動(現已改為彰化縣媽祖祈福文化節，2015年輪到該廟主辦。其他十一座參與的媽祖廟為埤頭合興宮、二林仁和宮、芳苑普天宮、王功福海宮、鹿港台灣護聖宮、伸港福安宮、彰化南瑤宮、芬園寶藏寺、員林福寧宮、枋橋頭七十二庄天門宮及田中乾德宮。

#### 白沙屯媽祖往北港進香
2018年5月20日晚，白沙屯拱天宮天上聖母往北港進香回鑾，百年來首度駐駕北斗奠安宮，信徒爭相前來膜拜，週邊交通也被香丁腳擠得水洩不通，奠安宮臨時召回全數工作人員以張羅晚餐。
2019年11月2日至16日，古田臨水祖宮臨水夫人神像來台，奠安宮為其中一站。

#### 大庄浩天宮媽祖往北港進香
在清朝時，奠安宮廟前牌樓是東螺溪渡船頭，過去為大庄浩天宮往北港進香必經之地，直到1920年興築濁水溪堤防，截堵東螺溪水源導流至西螺溪。2019年，大庄浩天宮恢復天6夜的徒步進香後，路線再度就在進北斗不走台1線，而從溪州陸軍路而來，因此兩廟媽祖再度相逢。

## 商圈
楊記炸粿業者楊國靖在2016年報導時表示，在奠安宮已經擺攤第四代。後殿起建時，廟方建設資金不夠，故邀集廟前攤商共同出資，其建照許可也以攤商市場為名申請，每建設單位為台幣陸萬元整，共有七十二格攤位，全由攤商負擔，於北斗鎮長鄭德成任內發給建設執照。日後因年久失修，後殿一樓美食區被判為危樓。整修期間，因完工時期拖延、允許85度C進駐、租金問題而引起攤商抗議廟方。廟方透過協調已和攤商取得共識，公共用餐區廟方並不收租金，原攤商則給優惠租金 。2016年7月31日，後殿的美食街重新開幕，當地數個美食攤位都重新回此營業。

## 事蹟
2023年12月7日，溪州鄉發生情殺命案。北斗警分局分局長吳詠傑案發後曾到北斗奠安宮祈求媽祖協助早日破案，旋即驅車查探時撞見兇嫌在三合院準備開車離去，在無攜帶武器下，情急之下以雨傘喝斥，結果兇嫌順利投降。事後他直奔奠安宮添香油錢還願。

## 外部連結
- 官方网站
- 北斗奠安宮 東螺開基媽祖的Facebook專頁